# (34252) Orlovsky
2000 QE113 (asteroide 34252) é um asteroide da cintura principal. Possui uma excentricidade de 0.14962720 e uma inclinação de 2.19945º.
Este asteroide foi descoberto no dia 24 de agosto de 2000 por LINEAR em Socorro.